# Thug Love
Thug Love è un singolo del rapper statunitense 50 Cent pubblicato il 21 settembre 1999 come secondo estratto dall'album Power of the Dollar. Il brano figura la collaborazione del gruppo R&B Destiny's Child.

## Tracce
Vinile singolo Columbia – 44 79297
1. Thug Love (Explicit version) - 3:32
2. Thug Love (Clean version) - 3:33
3. Thug Love (Instrumental) - 3:32
4. Thug Love (A capella) - 3:19